# Suzavac
Suzavac, ranije poznat kao lahrimacioni agens ili lahrimator (od latinske reči lacrima, sa značenjem „suza”), ponekad se kolokvijalno naziva mejs, je hemijsko oružje koje uzorkuje oštru iritaciju očiju, pluća i kože, bol, krvarenje i čak slepilo. U oku, on stimuliše nerve suznih žlezda da proizvode suze. Uobičajeni lahrimatori su papreni sprej (OC gas), PAVA sprej (nonivamid), CS gas, CR gas, CN gas (fenacil hlorid), bromoaceton, ksilil bromid, sin-propantial-S-oksid (iz luka), i  (brandirana smeša).
Lahrimatorni agensi se obično koriste za kontrolu nemira. Njihova upotreba u ratu zabranjena je raznim međunarodnim ugovorima. Tokom Prvog svetskog rata, korišćeni su sve toksičniji lahrimatorni agensi.

## Efekti
Suzavac se sastoji od aerosolnih čvrstih jedinjenja, ne gasa. Suzavac deluje putem iritacije sluzokožnih membrana u očima, ustima i plućima, i uzrokovanja plakanja, kijanja, kašljanja, otežanog disanja, bola u očima i privremenog slepila. Sa CS gasom, simptomi iritacije se tipično javljaju nakon 20–60 sekundi izlaganja i obično prestaju u toku 30 minuta nakon napuštanja (ili bivanja uklonjen iz) oblasti. Kod paprenog spreja (koji se naziva i „oleoresin capsicum”, kapsaicinoid ili OC gas), početak simptoma, uključujući gubitak motorne kontrole, je skoro momentalan. Postoje znatne varijacije u toleranciji i responsu, prema podacima Komiteta za tehnologiju Nacionalnog istraživačkog saveta (US).
Kalifornijski sistem za kontrolu otrova je analizirao 3.671 izveštaja povreda paprenim sprejom između 2002 i 2011. Ozbiljni simptomi zbog kojih je bila neophodna medicinska evakuacija su nađeni kod 6,8% ljudi, pri čemu su bile najozbiljnije povrede očiju (54%), respiratornog sistema (32%) i kože (18%). Najozbiljnije povrede su se javile pri obuci policije, namernom onesposobljavanju ljudi, i pri sprovođenju zakona (bilo kod pojedinaca ili pri kontroli nereda).
Smatra se da lahrimatori deluju putem napadanja sulfhidrilne funkcionale grupe u enzimima. Jedan od najverovatnijih proteinskih meta je TRPA1 jonski kanal koji je izražan u senzornim nervima (trigeminalni nerv) očiju, nosa, usta i pluća.

### Rizici
Kao i kod svih neletalnih, ili manje letalnih oružja, postoji izvestan rizik od izazivanja ozbiljnih, trajnih povreda ili smrti pri upotrebu suzavca. Ovim su obuhvaćeni rizici od bivanja pogođenim čaurama suzavca, što može da uzrokuje ozbiljne modrice, gubitak vida, frakture lubanje, pa čak i smrt. Takođe je zabeležen slučaj ozbiljne vaskularne ozlede od čaure suzavca u Iranu, sa visokim nivoima vezanih nervnih povreda (44%) i amputacijom (17%), kao i slučajevi povrede glave kod mladih osoba.
Dok su medicinske posledice od samih gasova tipično ograničene na manju kožnu inflamaciju, kasnije komplikacije su isto tako moguće: ljudi sa postojećim respiratornim poremećajima kao što je astma, kod kojih je rizik posebno veliki, verovatno će imati potrebu za medicinskom pomoći a ponekad je potreban bolnički tretman kao i ventilaciona podrška. Izlaganje kože CS gasu može da uzrokuje hemijske opekotine ili da indukuje alergijski kontaktni dermatitis. Kada su ljudi pogođeni u neposrednoj blizini ili su ozbiljno izloženi, povrede očiju uključujući stvaranje ožiljaka rožnjače može da dovede do permanentnog gubitka oštrine vida. Frekventni ili visoki nivoi izlaganja nose povećani rizik od razvoja respiratornih bolesti.

### Mesto delovanja
TRPA1 jonski kanali izraženi na nociceptorima su bili implicirani kao mesta dejstva za CS gas, CR gas, CN gas (fenacil hlorid) i bromoaceton u rodentskim modelima.

## Upotreba

### Rat
Upotreba suzavaca u ratovima, kao i svo drugo hemijsko oružje, zabranjeni su različitim međunarodnim ugovorima koje je većina država potpisala. Upotreba policije i civilne samoodbrane nije zabranjena na isti način. Oružane snage mogu legalno koristiti suzavac za vežbe (vežbanje sa gasnim maskama) i za kontrolu nemira. Izlaganje suznom plinu je standardni element programa vojne obuke, obično kao sredstvo za poboljšanje tolerancije polaznika na suzavac i podsticanje poverenja u sposobnost izdate zaštitne opreme za sprečavanje izlaganja hemijskom oružju. Prvi put korišćen 1914. godine, ksilil bromid bio je popularno sredstvo za suzenje, jer se lako priprema.
Američka Služba za hemijsko ratovanje razvila je granate za suzavac za upotrebu u kontroli nemira 1919. godine.

### Protestna kontrola
Određena sredstva za izazivanje suza, najčešće gas suzavac, policija često koristi da bi uspostavila red tokom nasilnih masovnih okupljanja. U nekim zemljama (npr. Finska, Australija i Sjedinjene Države), druga uobičajena supstanca je mejs. Mejs u oblik oružja za samoodbranu se zasniva na bibernom spreju koji se pakuje u male sprejne limenkama. Njegove verzije, uključujući CS, proizvode se za policijsku upotrebu. Ksilil bromid, CN i CS su najstarija od ovih sredstava. CS se najčešće koristi. CN ima najveću zabeleženu toksičnost.
Uobičajena upozorenja proizvođača kaseta sa suzavcem glase: „Opasnost: Ne pucajte direktno u osobu (osobe). Teške povrede ili smrt mogu rezultirati.” Takva upozorenja nisu nužno poštovana, a u nekim zemljama je nepoštovanje ovih upozorenja rutinsko. Izraelski vojnici su dokumentovani od strane B'Tselema kako ispaljuju kanistere suzavca na aktiviste, od kojih su neki rezultirali smrtnim slučajevima, mada Izraelske odbrambene snage insistiraju na tome da se drže stroge politiku samo indirektnog pucanja. Organizacija Amnesti internašonal je kritikovala upotrebu suzavca od strane venecuelanskih vlasti napominjući da su kanisteri izbacivani direktno na pojedince, što je prouzrokovalo smrt najmanje jednog demonstranata, a istovremeno je pucano u stambene zgrade.

## Napomene
1. ↑  "Mace" is a brand name for a tear gas spray
2. ↑  e.g. Ženevski protokol iz 1925: 'Zabranjena upotreba „zagađujućeg gasa ili bilo koje druge vrste gasa, tečnosti, supstanci ili sličnih materijala”'

## Literatura
- Feigenbaum, Anna (2016). Tear Gas: From the Battlefields of WWI to the Streets of Today. New York and London: Verso. ISBN 978-1-784-78026-5.
- Brône, B;  . (1. 9. 2008). „Tear gasses CN, CR, and CS are potent activators of the human TRPA1 receptor”. Toxicology and Applied Pharmacology. 231 (2): 150—6. PMID 18501939. doi:10.1016/j.taap.2008.04.005.

## Spoljašnje veze
- BBC information about CS gas
- „How to combat CS gas”. Архивирано из оригинала 18. 06. 2012. г. at eco-action.org